# 肯特·埃尔德布林克
肯特·埃尔德布林克（瑞典語：Kenth Eldebrink，1955年5月14日—），瑞典男子田径运动员，主攻标枪。他曾代表瑞典参加1984年夏季奥林匹克运动会田径比赛，获得男子标枪铜牌。